# ميلي شيباك الثاني

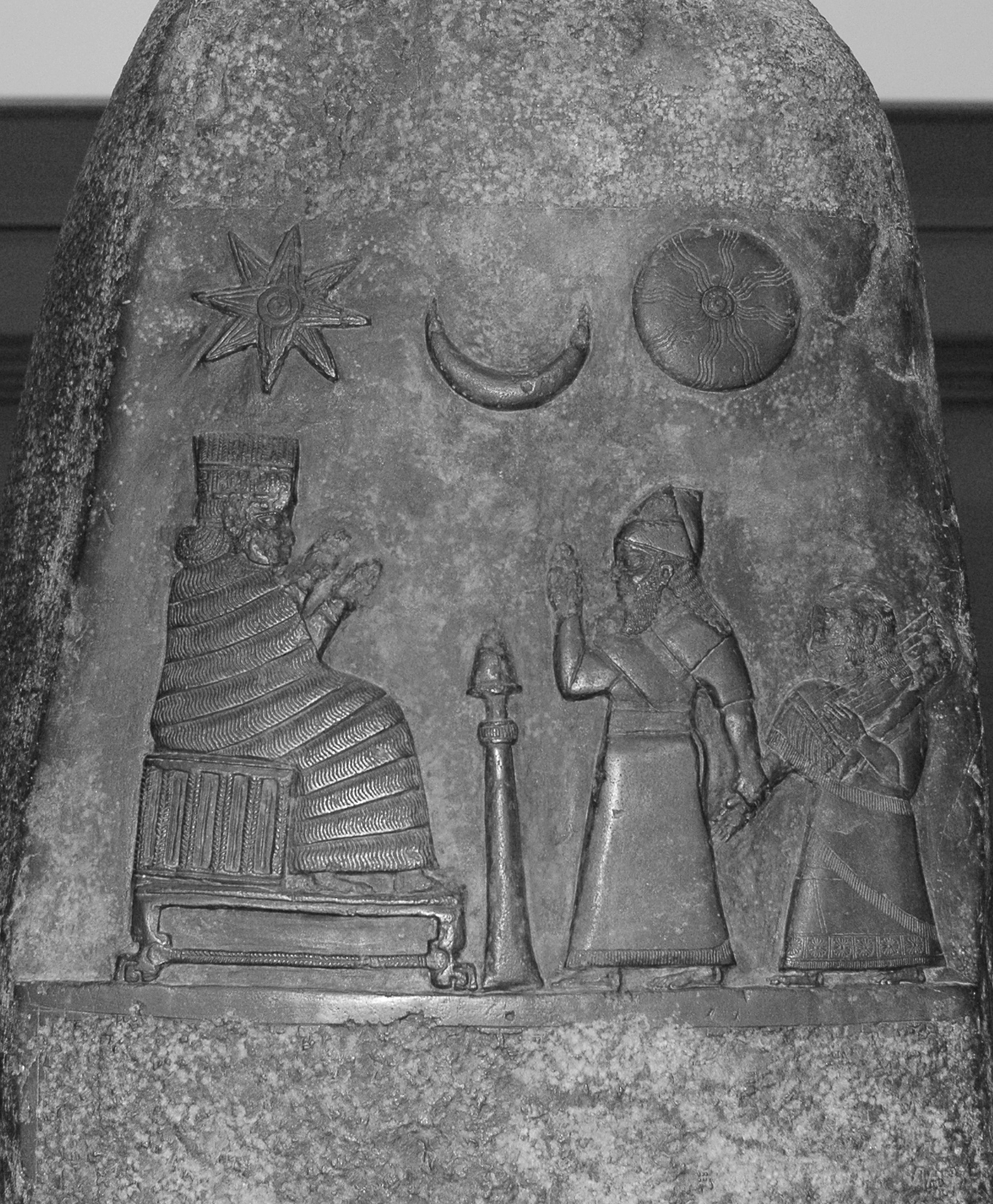
صورة تظهر ميلي شيباك أمام هانوباط نانايا

ميلي شيباك الثاني هو ملك بابلي والملك ال33 لسلالة بابل الثالثة الكاشية، خلف الحكم من والده أداد شوما أصر وخلفه في الحكم إبنه مردوخ أبلا إيدينا الأول، وحكم من سنة 1187 إلى 1171 ق م، وقد ظهرت عدة ألواح تتكلم عنه.